# Pasi Välimäki
Pasi Välimäki (Turku, 1º settembre 1965) è un generale finlandese, capo di stato maggiore dell'esercito dal 2022.

## Biografia

### Formazione e titoli di studio
Välimäki ha completato il servizio militare nel 1986 presso la Brigata corazzata con l'addestramento da ufficiale di riserva, seguito dagli studi da ufficiale di stato maggiore presso l'Università della Difesa Nazionale , dove si è laureato nel 1989. 
Ha conseguito un Executive Master in Business Administration presso la Aalto University (2010) e un Master of Science in National Security Strategy presso il National War College di Washington, DC (2016). 

### Servizio militare
Ha ricoperto vari incarichi nei corpi di intelligence e di segnalazione, sia in ruoli di comandante di unità che di addestramento. Al di fuori della Finlandia, ha lavorato come osservatore militare delle Nazioni Unite nell'ex Jugoslavia (UNPROFOR , UNMOP), capo dell'intelligence del battaglione finlandese del Kosovo (KFOR), ufficiale di collegamento presso il comando congiunto delle forze armate statunitensi a Norfolk, Virginia , e vice capo delle operazioni. , quartier generale del comando regionale nord, ISAF in Afghanistan. 
Nel 2017, Välimäki è stato nominato comandante della Brigata Carelia , dove ha prestato servizio fino al 2019. Da lì è passato alla carica di vice capo di stato maggiore, operazioni, delle forze di difesa finlandesi , fino alla sua nomina a comandante dell'esercito finlandese. da gennaio 2022.